# Pacific Southwest Championships 1970
Il Pacific Southwest Championships 1970 è stato un torneo di tennis giocato sul cemento a Los Angeles negli Stati Uniti. È stata la 44ª edizione del torneo, che fa parte del Pepsi-Cola Grand Prix 1970. Si è giocato dal 19 al 25 settembre 1970.

## Campioni

### Singolare
Rod Laver ha battuto in finale  John Newcombe con il punteggio di 4–6, 6–4, 7–6

### Doppio
Tom Okker /  Marty Riessen hanno battuto in finale  Robert Lutz /  Stan Smith con il punteggio di 7–6, 6–2